# Nyctemera mackieana
Nyctemera mackieana är en fjärilsart som beskrevs av Adalbert Seitz 1915. Nyctemera mackieana ingår i släktet Nyctemera och familjen björnspinnare. Inga underarter finns listade i Catalogue of Life.